# Роуздейл
Роуздейл (на английски: Rosedale) е населено място в окръг Кърн, Калифорния, Съединените американски щати.
Намира се на 15 km от центъра на Бейкърсфилд. Населението му е около 8400 души (2000).
В Роуздейл е роден музикантът Джеймс Шафър (р. 1970).
1. ↑  data.census.gov //   Посетен на 1 януари 2022 г.